# 포켓몬스터 블랙·화이트
《포켓몬스터 블랙 · 화이트》는 게임 프리크가 개발하고 포켓몬 컴퍼니와 닌텐도가 닌텐도 DS용으로 출시한 롤플레잉 비디오 게임으로, 포켓몬스터 비디오 게임 시리즈 5세대의 첫 작품이다. 2010년 9월 18일 일본에서 처음 발매되었으며, 이후, 유럽에서 2011년 3월 4일, 북미에서 2011년 3월 6일, 오스트레일리아에서 2011년 3월 10일, 대한민국에서 2011년 4월 21일에 발매되었다.
이전 시리즈의 게임들과 비슷하게 포켓몬 트레이너가 자신의 포켓몬을 성장시켜 하나지방의 챔피언이 되기까지의 과정을 주요 내용으로 하며, 그 과정에서 주인공은 범죄조직 플라스마단의 계획을 무산시켜야 한다. 《블랙·화이트》에서는 156마리의 새로운 포켓몬이 등장하는데, 이는 《포켓몬스터 적·녹》의 151마리를 뛰어넘는 것으로, 시리즈 중 최다이다. 또한, 로테이션 배틀, 트리플 배틀의 새로운 배틀 방식, 배틀 중 움직이는 포켓몬 스프라이트, 필드 계절 시스템을 최초로 도입하였다. 《블랙·화이트》 각각은 독립적인 게임이지만, 줄거리는 대체로 비슷하다. 그러나 등장하는 포켓몬이 서로 다르기 때문에 포켓몬 도감의 완성을 위해서는 두 게임 간의 통신 교환이 필요하다.
출시와 동시에, 《블랙·화이트》는 대체적으로 긍정적인 평가를 받았다. 평론가들은 게임 플레이의 발전을 높이 평가했으나, 일부 캐릭터와 포켓몬의 디자인에 대해서는 의견이 분분했고, 일부 평론가들은 게임이 기대만큼 혁신적이지 않다고 평가했다. 그럼에도 불구하고, 《블랙·화이트》는 상업적으로 성공을 거두었다. 발매 전 100만 장의 예약판매량을 기록했으며 가장 빠르게 판매량 500만 장을 돌파한 닌텐도 DS 타이틀이 되었다.
《블랙·화이트》의 총판매량은 1,564만 장으로, 전작 《포켓몬스터DP 디아루가·펄기아》에 이어 가장 많이 팔린 닌텐도 DS 게임 중 하나이다. 후속작 《포켓몬스터 블랙 2·화이트 2》는 2012년 6월에 일본에서, 같은 해 10월에 북미, 유럽, 오스트레일리아에서 발매되었다.

## 게임플레이
《포켓몬스터 블랙·화이트》는 모험 요소를 갖춘 RPG 장르의 게임으로, 3인칭 시점으로 구현된다. 기본 화면은 플레이어가 주인공을 움직일 수 있는 필드 화면, 전투 화면, 플레이어가 자신의 파티, 아이템 또는 게임 플레이 설정을 구성하는 메뉴 화면까지 총 세 가지로 구성된다. 플레이어는 스타팅                 포켓몬으로 게임을 시작하는 주인공이 되며, 이후 포켓몬 볼을 사용해 더 많은 포켓몬을 포획할 수 있다.
다른 모든 트레이너와 마찬가지로, 주인공은 최대 6마리의 포켓몬과 동반할 수 있으며, 나머지 포켓몬은 게임 내에 존재하는 PC 시스템에 저장할 수 있다. PC는 포켓몬센터라는 이름의 특정 건물 내에 있으며, 주인공은 PC에서 저장된 포켓몬 중 동반할 여섯 마리를 언제든 자유롭게 선택하여 다닐 수 있다. 포켓몬센터에서는, 기절했거나 상태이상이 된 포켓몬을 회복시킬 수도 있다.
포켓몬 한 마리는 최대 네 개의 기술을 배울 수 있는데, 여기에는 상대의 체력을 감소시키는 공격기, 그리고 상태이상 유발 기술, 회복 기술 등 상대의 상태에 영향을 끼치는 변화기가 포함된다. 공격기는 기술의 특성에 따라 물리공격기와 특수공격기로 나뉘는데, 일반적으로 신체적, 물리적 접촉이 이루어지는 기술이 물리공격기, 초자연적인 힘이나 원소적인 힘을 수반하는 기술이 특수공격기로 분류된다. 기술은 노말, 물, 풀, 불, 전기, 고스트, 벌레, 격투, 얼음, 강철, 바위, 독, 에스퍼, 악, 드래곤, 땅, 비행의 17가지의 타입 중 하나로 분류된다. 이러한 기술의 타입은 포켓몬 대전에 큰 영향을 끼친다. 예를 들어 불 타입의 포켓몬은 물 타입의 기술에 의해 많은 대미지를 입고, 풀 타입의 기술으로부터는 입는 대미지가 적다.
주인공이 야생 포켓몬과 조우하거나, 다른 트레이너와 배틀을 시작하게 되면, 필드 화면이 전투 화면으로 전환된다. 전투 화면에서는 포켓몬이 전투를 벌이는데, 플레이어는 포켓몬에게 기술을 지시하거나 아이템을 사용할 수 있고 포켓몬을 교체하거나 도망갈 수 있다. 그러나 플레이어가 다른 트레이너와 배틀 중이거나, 자신의 포켓몬보다 더 강한 야생 포켓몬을 조우했을 시에는 도망갈 수 없다. 모든 포켓몬은 고유의 HP를 가지고 있으며, 포켓몬의 HP가 0으로 떨어지는 순간 포켓몬은 기절하게 된다. 포켓몬이 기절했을 경우, 기절한 포켓몬에게 아이템을 사용하거나, 기절한 포켓몬을 포켓몬센터에 맡겨 회복시킬 수 있다. 만약 상대 포켓몬이 기절할 경우, 그 포켓몬을 기절시킨 플레이어의 포켓몬은 경험치를 받는다. 충분한 경험치를 쌓게 되면 포켓몬의 레벨이 상승하며, 이때 포켓몬의 능력치가 향상된다. 일부 포켓몬은 특정 레벨에 도달하는 등 조건이 충족되었을 때 다른 형태로 진화할 수 있다. 키우미집에서는 수컷과 암컷의 포켓몬을 교배시켜, 알을 획득할 수 있다. 알에서는 레벨 1의 포켓몬이 태어난다.
《블랙·화이트》는 미국의 뉴욕시를 배경으로 한 가상공간인 하나지방을 주 무대로 한다. 포켓몬스터 시리즈의 다른 지방들과 마찬가지로, 하나지방은 도로에 의해 연결된 여러 도시와 마을로 구성되어 있다. 도로의 풀밭이나 모래구덩이, 물웅덩이에서는 야생 포켓몬이 무작위로 출몰하며, 플레이어는 도로상에서 마주치는 트레이너들과 전투를 하게 된다.
하나지방의 도시 중 여덟 곳에는 체육관이 있는데, 이곳에는 특정 타입을 전문으로 하는 강한 트레이너인 ‘체육관 관장’이 존재한다. 체육관 관장과의 배틀에서 승리하면, 플레이어는 특별한 아이템인 배지를 받는다. 여덟 개의 모든 배지를 모은 후에는 포켓몬리그에 도전할 수 있게 된다. 포켓몬리그에서는 사천왕, 그리고 최종적으로 챔피언과 전투를 벌이게 된다.
아이템은 하나지방 전역의 필드에서 발견할 수 있으며, 상점인 프렌들리숍에서도 구매할 수 있다. 이러한 아이템으로는 체력을 일정 부분 회복해주는 '상처약', 독 상태를 치료하는 '해독제', 기절한 포켓몬을 건강하게 해주는 '기력의 조각' 등이 있다.
기술머신은 포켓몬에게 특정 기술을 가르칠 수 있는 휴대 장치이며, 비전머신은 특정 환경에서 활동이 가능하도록 해주는 기술머신의 일종이다. 예를 들어, 비전머신인 ‘파도타기’ 기술을 포켓몬에게 가르친 뒤 필드 화면에서 사용하면, 주인공은 해당 포켓몬에 올라타 물 위를 움직일 수 있게 된다.

### 새로운 기능
전작인 《포켓몬스터DP 디아루가·펄기아》, 《포켓몬스터Pt 기라티나》에 비해 그래픽이 개선되었다. 닌텐도 DS 화면 하단에 고정되어 있던 대화 상자가 이번 게임부터는 캐릭터들의 머리 위에 말풍선 형태로 나타나기 때문에, 여러 캐릭터가 동시에 말할 수 있다. 또한, 전작의 일본어판에서는 히라가나와 가타카나만 지원했으나, 이번부터는 한자도 표시되도록 설정할 수 있다.
《포켓몬스터 금·은》부터의 아침·밤·낮 시간대 구분을 그대로 계승하면서, 본작에서는 닌텐도 DS의 본체 달력과 연계되는 사계절의 순환 시스템이 도입되었다. 계절에 따라 나뭇잎 색상이 변하거나 날씨가 변화하는 등 외부 환경의 변화가 나타나는데, 이로 인해 일부 공간은 정해진 계절에만 접근이 가능해졌다. 또 포켓몬 사철록과 바라철록은 계절에 따라 모습을 달리한다.
'전투' 화면에도 다양한 변화가 일어났다. 전투 대기 중, 전작에서는 정지 상태로 서 있던 전투 참가 포켓몬들이 이번부터는 단순하게 움직이는 동작을 보여주며, 배틀 도중 동적인 카메라 워크가 추가되어 보다 생동감 있는 전투 화면이 연출된다. 트리플 배틀과 로테이션 배틀이라는 새로운 전투 체계도 도입되었다. 트리플 배틀은 3대 3의 전투로, 기술의 종류와 포켓몬의 위치에 따라 공격 가능한 상대가 한정된다. 로테이션 배틀도 3대 3의 전투이나, 세 포켓몬이 회전 원판 위에 배치된다는 점에서 트리플 배틀과 구별된다. 《블랙》은 트리플 배틀보다 로테이션 배틀을 할 기회가 더욱 많으며, 《화이트》는 그 반대이다.
콤비네이션 기술도 새로 도입되었다. 스타팅 포켓몬은 세 개의 콤비네이션 기술 중 자신의 타입과 일치하는 것을 배울 수 있는데, 이 기술을 더블배틀 또는 트리플배틀에서 한 턴에 동시에 사용하면 상대를 더 큰 대미지를 입힐 수 있다.
새롭게 도입된 짙은 색의 풀숲에서는 보통의 풀숲에서보다 더욱 강한 포켓몬을 만날 수 있으며, 두 마리의 포켓몬이 동시에 출몰하는 경우도 있다. 일시적으로 흔들리는 풀숲에서도 희귀한 포켓몬이 등장하는데, 때로는 반대 버전에서 흔하게 발견되는 포켓몬이나 해당 지역에서 흔히 나타나는 포켓몬의 최종진화형을 조우할 수도 있다. 특히 다부니, 에몽가, 맘복치는 이 곳에서만 발견된다. 또 동굴 속 모래구름이 일어나는 곳, 다리 위의 그림자가 진 곳에서는 두더류, 몰드류, 꼬지보리, 스완나를 발견할 수 있고, 희귀한 아이템도 발견할 수 있다.
새로운 미니게임도 등장한다. 플레이어는 전작의 포켓몬 콘테스트와 비슷한 포켓몬 뮤지컬에 참가할 수 있다. 또한 전작의 배틀 프론티어, 배틀 타워와 유사한 배틀 서브웨이가 새롭게 도입되었다. 로열 하나호에 탑승하면, 트레이너와 배틀하고 희귀한 아이템을 습득할 수 있다.

### 타 기기와의 통신

필드 화면에서는 닌텐도 DS의 하단 스크린에 적외선과 와이파이 무선 통신을 제어하는 게임 내 기기인 C기어가 표시된다.

C기어(일본어: Ｃギア)가 《포켓몬스터DP 디아루가·펄기아》의 하단 화면에 표시되었던 포켓치를 대체한다. C기어는 각종 무선통신을 제어하는 장치로, 근처 기기와의 적외선 통신, 라이브캐스터 화상채팅, 포켓몬 드림 월드로부터 컨텐츠를 전송받기 위한 하일링크 접속, 포켓몬 글로벌 링크 서버에 게임 데이터를 업로드하기 위한 와이파이의 사용, 그리고 슬립모드에서 적외선 통신을 가능하게 해 주는 엇갈림 통신을 제어한다.
필링 체크 기능은 두 플레이어 간의 상성을 체크한 후, 상성에 따라 아이템을 부여하는 기능이다. 플레이어가 설문조사 문항에 응답하면, 상대와의 응답 일치도에 따라 다양한 아이템을 부여받는다.
랜덤 매치 기능을 사용하여 온라인 상의 플레이어와 배틀할 수도 있다. 적외선 통신 또는 온라인 배틀 도중에, 새로운 장비인 미라클슈터(일본어: ミラクルシューター)를 사용하여 여러 도구를 사용할 수 있게 되었다.
본작 《블랙·화이트》에는, 이전 세대 포켓몬스터 게임으로부터 포켓몬을 가져올 수 있는 두 장치가 추가되었다. 첫 번째로, 포켓몬리그의 챔피언에게 승리한 이후에 사용할 수 있는 포켓시프터가 있다. 이전 세대의 팔파크와 다르게, 포켓시프터는 미니게임의 형태인데, 플레이어가 제한 시간 내에 DS 하단 터치스크린을 통해 포켓몬 볼을 발사하여 이전할 포켓몬을 포획하는 방식이다. 한번의 미니게임 당 최대 여섯 마리의 포켓몬을 데려올 수 있다. 두 번째, 전송머신을 사용함으로써 영화 《환영의 패왕 조로아크》의 프로모션 포켓몬인 조로아와 조로아크를 게임으로 가져올 수 있다. 포켓시프터와 달리, 전송머신은 포켓몬리그의 챔피언에게 승리하기 전에도 사용할 수 있다.
《블랙·화이트》는 포켓몬 글로벌 링크 웹사이트의 포켓몬 드림월드(일본어: ポケモンドリームワールド)와 연동된다는 점에서 독특하다. 플레이어는 포켓몬 드림월드에서 일반적인 방법으로는 얻을 수 없는 특성(일본어: 隠れ特性)을 가진 포켓몬과 친구가 될 수 있다. 《포켓몬스터 하트골드·소울실버》의 포켓워커와 비슷하게, 게임을 포켓몬 드림월드와 동기화시키면, 친구가 된 포켓몬을 게임으로 데려올 수 있다. 플레이어는 드림월드에서 다른 플레이어들이 방문할 수 있는 집을 꾸미거나 열매를 재배할 수도 있다. 하일링크(일본어: ハイリンク) 또한 플레이어들이 상호작용할 수 있게 해 준다. 하일링크에서는 다양한 미니게임을 플레이할 수 있는데, 게임에서 얻은 점수는 경험치 상승, 포획률 상승, 프렌들리숍의 아이템 가격 할인 등의 일시적인 효과와 교환될 수 있다. 한편, 닌텐도가 와이파이 커넥션 서비스를 2014년 9월 20일 전면 중지하면서, 《블랙·화이트》에서도 관련 기능을 사용할 수 없게 되었다.

## 시놉시스

### 배경

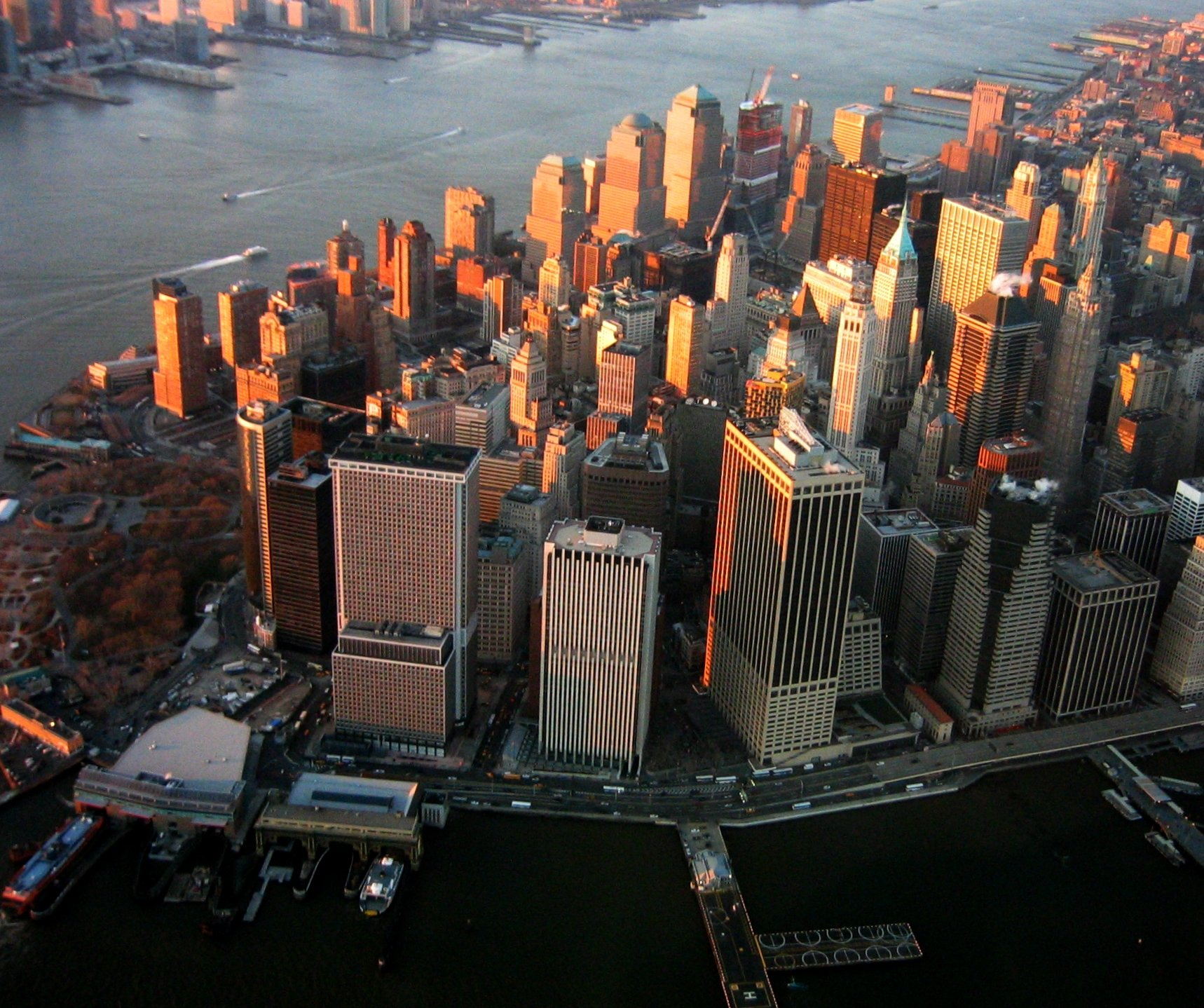
뉴욕시는 하나지방의 모티브가 되었다. 특히, 높은 건물들로 이루어진 구름시티는 하나지방의 도심지역이다.

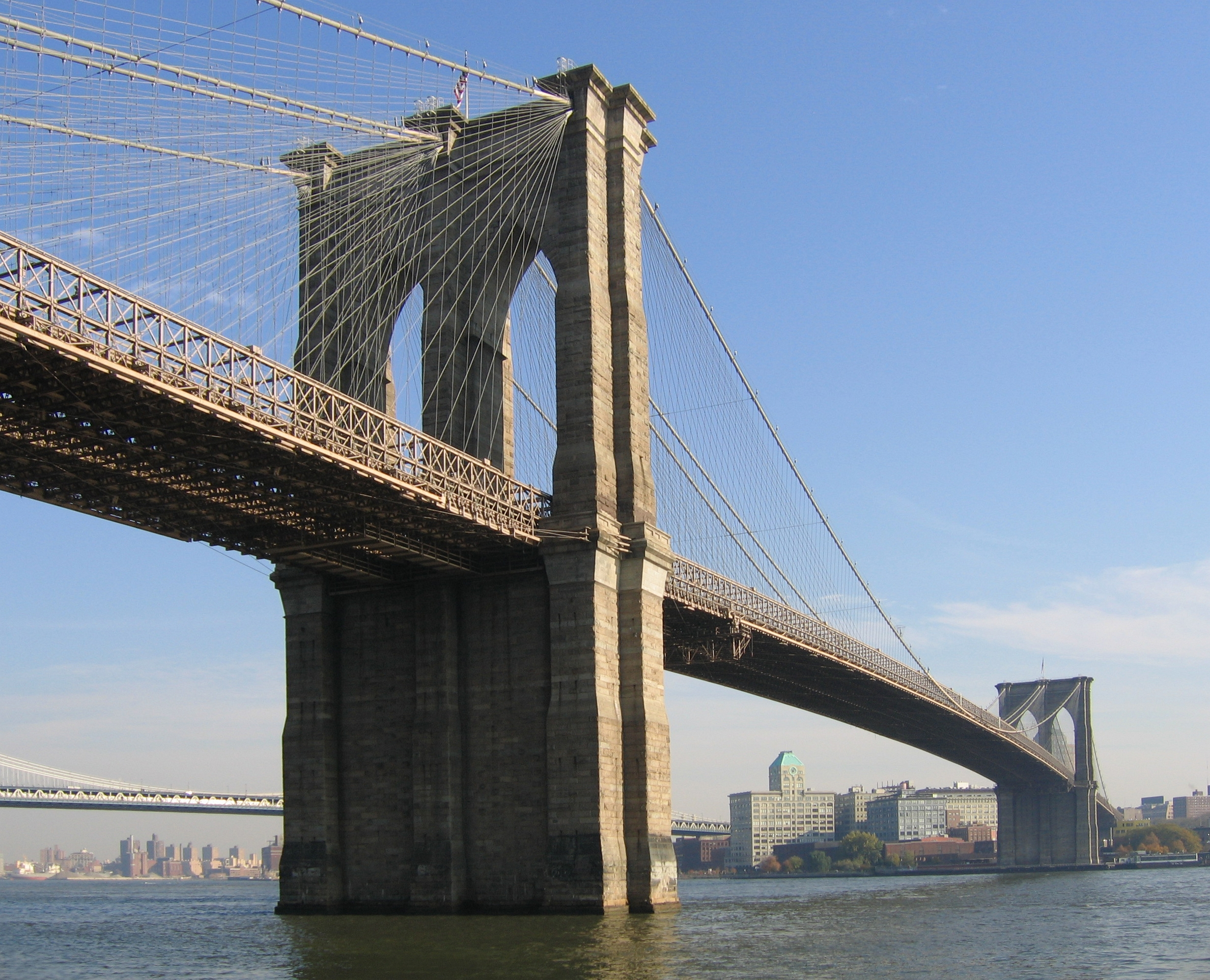
브루클린 브리지는 구름시티와 바람개비숲을 잇는 스카이애로브리지의 모티브가 되었다.

《포켓몬스터 블랙·화이트》는 미국의 뉴욕시를 모티브로 한 가상의 지역인 하나지방을 공간적 배경으로 한다. 하나지방은 이전 세대의 배경이 된 관동지방, 성도지방, 호연지방, 신오지방으로부터 멀리 떨어진 대륙에 있다고 묘사된다. 이전 세대들이 일본의 지역들을 모티브로 한 것과 달리, 하나지방은 미국의 뉴욕시를 본떠 만들어졌는데, 이는 게임 디렉터인 마스다 준이치가 《포켓몬스터DP 디아루가·펄기아》의 출시 기념행사 참석을 위해 뉴욕을 방문한 이후 결정되었다. 하나지방의 중심지인 구름시티에는 현수교와 거대한 초고층 건물들이 즐비해 있는데, 이는 브루클린 브리지와 맨해튼의 마천루의 영향을 받은 것이다. 마스다는 또한, 플레이어가 구름시티의 거리에서 ‘하나의 커뮤니티와 같은 느낌'을 받을 수 있도록 하고자 했다고 밝혔다. 하나지방은 도심 지역과 항구, 공항, 유원지, 여러 개의 교량과 산맥 등 다양한 지형이 공존하는 곳이며, 다양한 피부색과 직업을 가진 사람들이 모여 사는 곳으로 묘사된다. 하나지방의 일본어 이름인 '잇슈(일본어: イッシュ)'는 일본어 단어인 '타슈(多種, 많은 종류)'와 '잇슈(一種, 한 가지)'에서 유래하는데, 가까이에서 보면 다양한 사람들과 포켓몬이 존재하지만, 멀리서 보면 하나의 생명체처럼 보인다는 뜻을 내포한다.

### 줄거리
전 세대의 게임들과 마찬가지로, 《블랙·화이트》의 주인공은 주요 사건들이 정해진 순서에 따라 나타나는 일방향 스토리라인을 따라간다. 주인공은 포켓몬 마스터가 되기 위해 하나지방으로 모험을 떠나는 10대 소년(또는 소녀)이다. 게임을 시작할 때, 주인공은 주박사로부터 주리비얀, 뚜꾸리, 수댕이 중 한 마리를 선물 받는다. 주인공의 친구로는 체렌과 비앙카가 등장하는데, 이들은 경쟁자로서 전투를 걸어오게 된다. 체렌은 플레이어가 선택한 포켓몬이 불리한 타입의 포켓몬을 선택하도록 설정되어 있으며, 벨은 플레이어가 선택한 포켓몬이 유리한 타입의 포켓몬을 선택하게 된다. 플레이어의 첫 번째 목표는 하나지방의 여덟 개의 배지를 모두 모아, 사천왕과 챔피언이 있는 포켓몬리그에 도전하는 것이다. 챔피언에게 승리하면, 주요 스토리는 종료된다.
플레이어는 스토리를 진행하는 과정에서 범죄 조직인 플라스마단 또한 처치해야 한다. 플라스마단은 중세기사단풍의 의상을 입은 단체로서 포켓몬이 인간에 의해 억압을 받고 있다고 언급하며, 포켓몬을 트레이너들로부터 해방해야 한다고 주장한다. 플라스마단을 이끄는 N은 포켓몬과 함께 자라났기에, 포켓몬을 전투를 위한 수단이 아닌 친구로 본다. 게임 전반에 걸쳐, N은 자신이 전설의 포켓몬을 포획하고, 챔피언 노간주에게 승리하여 하나지방의 영웅이 되면, 사람들이 그들의 포켓몬과 헤어지도록 설득할 수 있다고 생각한다. 《블랙》에서는 N이 제크로무를 포획하게 되며, 《화이트》에서는 레시라무를 포획한다.
플레이어가 사천왕에게 모두 승리한 후 챔피언의 방으로 들어갔을 때, 주인공은 N이 챔피언이었던 노간주에게 승리하고 새로운 챔피언이 된 사실을 알게 된다. 곧바로, N은 포켓몬리그를 둘러싸는 큰 성곽을 발생시키고, 주인공에게 마지막 전투를 위해 자신을 찾아오라고 말한다. 주인공이 N에게 도달하면, "블랙"에서는 레시라무가, "화이트"에서는 제크로무가 모습을 나타내는데, N에게 도전하기 전에 반드시 이를 포획하여야 한다. N이 패배하면, 그의 이상이 잘못되었을 수도 있다는 것을 깨닫는데, 이때 플라스마단의 게치스가 갑자기 등장한다. 게치스는 포켓몬을 통제할 수 있는 유일한 존재가 되어, 그들을 통해 세계 지배를 이루기 위한 수단으로 N을 이용해왔음을 밝힌다. 게치스는 N의 패배에 대해 분노하며, 주인공에게 전투를 신청한다. 게치스는 패배한 후 체포되며, N은 자신의 잘못된 신념을 깨닫도록 도와준 것에 대해 주인공에게 감사를 표하고, 그의 포켓몬들과 함께 먼 타지로 떠난다.
플라스마단을 격퇴한 이후, 《포켓몬스터Pt 기라티나》에 등장했던 형사 핸섬이 하나지방에 도착한다. 그는 주인공에게 플라스마단의 남은 칠현인을 심판대에 세울 수 있도록 그들을 찾아달라는 임무를 부여한다. 주인공은 이후 다시 한번 사천왕과 챔피언 노간주에게 도전하게 되며, 하나지방의 새로운 챔피언으로 등극하게 된다. 또한, 이전에 갈 수 없었던 하나지방의 동부 구역에 진입할 수 있게 된다. 이 곳에서는 이전 세대의 포켓몬을 포획할 수 있으며, 《블랙》에서는 강력한 포켓몬 트레이너들이 모이는 블랙시티(일본어: ブラックシティ)에 방문할 수 있으며, 《화이트》에서는 사람과 포켓몬이 조화롭게 살아가는 화이트포레스트(일본어: ホワイトフォレスト)에 방문할 수 있다. 신오지방의 챔피언인 난천, 게임프리크 프로그래머이자 《포켓몬스터 하트골드·소울실버》의 감독인 모리모토 시게키의 NPC를 하나지방 동부에서 만나 전투를 벌일 수도 있다.

## 개발

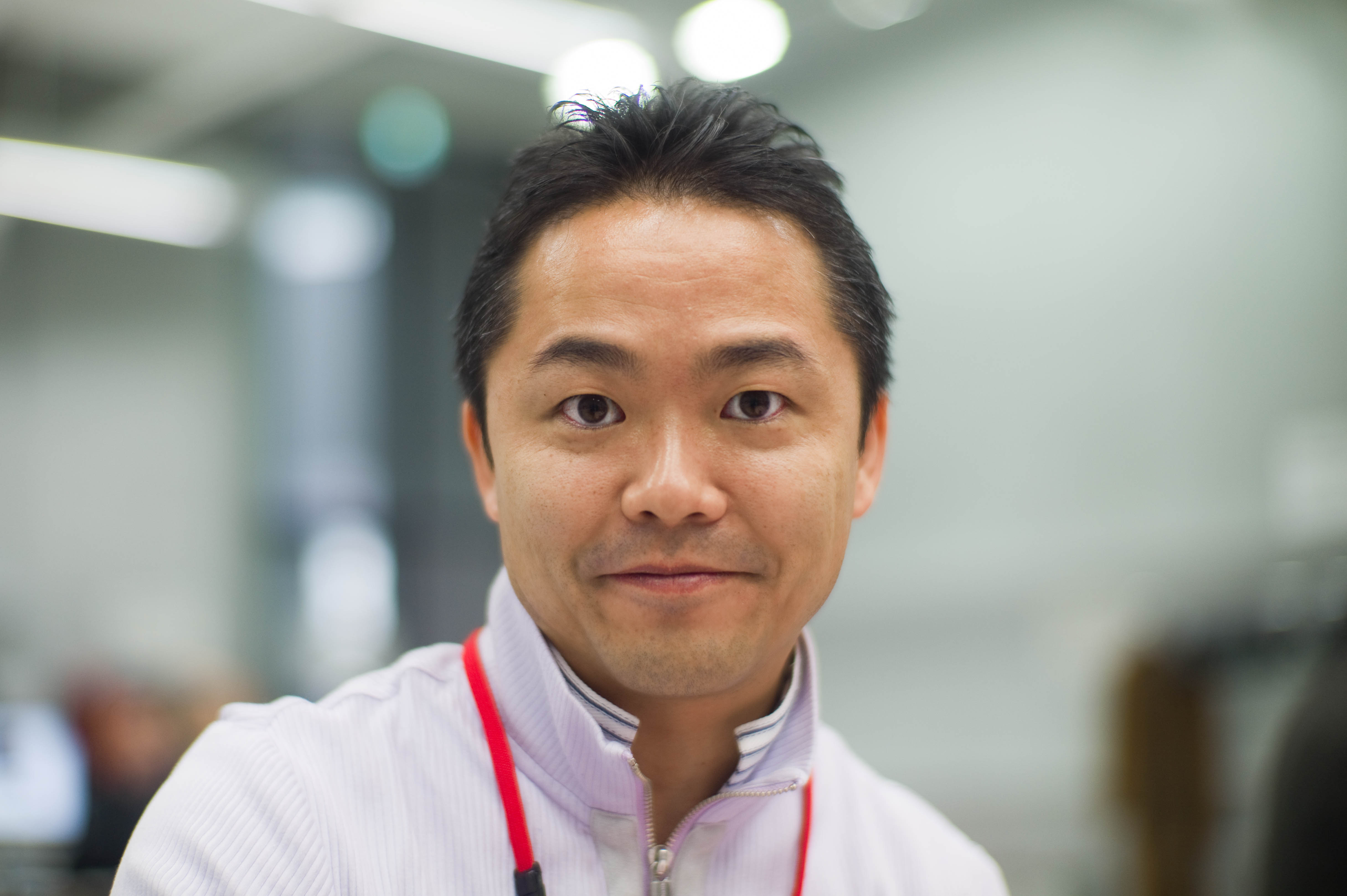
마스다 준이치는 게임의 음악과 감독을 맡았다.

2010년 1월 29일, 포켓몬 컴퍼니는 2010년 후반기 출시를 목표로 새로운 게임을 개발 중임을 밝혔다. 감독 마스다 준이치는 새로운 세대에서는 기존 시리즈의 여러 요소들이 변경될 것이라고 언급했다. 2010년 4월 9일에, 《블랙·화이트》의 로고와 함께 일본어판 웹사이트가 공개되었으며, 발매일은 2010년 3분기로 발표되었다.《블랙·화이트》는 휴대용 기기로 개발된 포켓몬 게임 중 3D 그래픽이 가장 많이 사용된 개선된 시각 효과를 특징으로 하며, 인터넷에 데이터를 저장하는 기능이 있어, 공식 웹사이트와 연동이 가능함이 밝혀졌다.
2010년 8월 3일, 마스다 준이치는 《블랙·화이트》는 포켓몬스터 게임이 처음 발매되었을 때처럼, ‘완전히 새로운’ 게임으로 느껴질 수 있도록, 게임 초반에는 새로운 포켓몬만을 등장시킬 것이라고 자신의 블로그에 밝혔다. 1세대부터의 모든 포켓몬스터 게임에서는, 각 세대에서 새롭게 등장한 포켓몬과 함께, 이전 세대의 포켓몬들도 등장했었다. 예를 들어, 피카츄는 포켓몬스터 시리즈의 첫 게임인 《포켓몬스터 적·녹》에서 등장한 이후, 《포켓몬스터 청》, 《피카츄》, 《금·은》 등 후속작의 게임 초기에 포획할 수 있었다. 그러나, 《블랙·화이트》에서는 게임 초기에 피카츄를 포획할 수 없으며, 챔피언에게 승리한 이후에 포획할 수 있게 되어 있다. 《블랙·화이트》의 일본판 소프트웨어는 지역 코드가 설정되어 있기 때문에, 닌텐도 DSi 또는 닌텐도 3DS 기기의 지역코드가 일본의 것이 아닌 경우 소프트웨어가 구동되지 않는다.
감독이자 작곡가인 마스다 준이치는 “사람들은 트렌드를 따라 그들이 과거에 좋아했던 것을 더 이상 좋아하지 않을 수도 있을 것이다.”라고 언급하면서, 게임을 참신하게 만들기 위해 이전 게임의 모든 요소를 하나씩 점검한 후 새로운 게임에 무엇을 적용할 것인지를 결정했다고 밝혔다. 그는 새로운 배틀 방식을 설명했는데, 트리플 배틀은 전략이 더욱 중시되는 반면, 로테이션 배틀은 이기기 위해 운이 더욱 필요하다고 말했다. 마스다는 《블랙·화이트》가 새로운 플레이어들이 재미있게 즐길 수 있는 게임이면서, 동시에 한동안 포켓몬스터 시리즈를 플레이하지 않았던 사람들이 다시 돌아와 즐길 수 있는 게임이 되기를 원한다고 밝혔다. 이러한 두 성향의 플레이어들을 모두 만족시킬 수 있는 균형점을 찾는 것이 어려웠다고 말했다. 새로운 플레이어들을 위해서는, 플레이 방법에 대한 자세한 설명을 준비했고, 올드 플레이어들을 위해서는 전투와 교환을 용이하게 하는 C기어를 추가했다고 밝혔다. 150종이 넘는 포켓몬을 추가한 것에 대해 질문을 받았을 때는, 올드 플레이어들이 새로운 포켓몬의 특성을 모르는 상태에서 시작하게 함으로써 새로운 플레이어와의 시작점을 동일하게 하기 위한 조치의 일환이었다고 답변했다.

### 사운드트랙
〈닌텐도 DS 포켓몬 블랙·화이트 슈퍼 뮤직 컬렉션〉(일본어:  ニンテンドーDS ポケットモンスター ブラック・ホワイト スーパーミュージックコレクション)은 네 개의 디스크로 이루어진 게임 사운드트랙이다. 마스다 준이치, 이치노세 고, 카게야마 쇼타, 사토 히토미, 아오키 모리카주, 아다치 미나코, 노하라 사토시가 참여했으며, 2010년 10월 20일에 일본 한정으로 발매되었다. 이치노세는 포켓몬의 울음소리를 담당했으며, 아다치는 게임의 음향효과를 담당하였다.

## 출시
《포켓몬스터 블랙·화이트》는 2010년 9월 18일, 일본에서 최초 발매되었다. 유럽에서 2011년 3월 4일, 북미에서 2011년 3월 6일, 오스트레일리아에서 2011년 3월 10일, 대한민국에서는 2011년 4월 21일에 발매되었다.

### 일본
마스다 준이치는 포켓몬 선데이의 2010년 2월 7일 방영분에서 새로운 포켓몬의 실루엣을 공개했다. 마스다는 이 포켓몬을 2월 21일 방영분에서 공개할 것이며, 같은 해 여름에 개봉하는 극장판에 등장시킬 것이라고 언급하였다. 이 새로운 포켓몬은 2월 15일에 발행된 코로코로 코믹의 3월호에도 등장했으며 이후에 조로아크(일본어: ゾロアーク)라는 이름이 공개되었다. 나중에, 조로아크는 조로아(일본어: ゾロア)의 진화형임이 추가로 공개되었으며 둘 모두 《환영의 패왕 조로아크》(일본어: 幻影の覇者 ゾロアーク 겐에이노하샤 조로아-쿠[*])에 등장한다.
예약 구매한 사람들에 한하여, 색이 다른 라이코, 엔테이, 스이쿤을 4세대 소프트웨어로 받을 수 있었고, 극장판 관람자는 세레비를 받을 수 있었다. 이 포켓몬들은 게임 내에서 조로아크와 조로아 각각과 관련된 특별한 이벤트를 발생시킨다.
포켓몬 선데이의 2010년 4월 18일 방영분에서는, 두 개의 스크린샷이 공개되었는데, 하나는 3D로 구현된 건물들 주변을 캐릭터가 걸어 다니고 있는 장면을 담고 있었고, 다른 하나는 조로아크가 조로아와 전투를 벌이는 모습을 담고 있었다. 이 날, 진행자인 나카가와 쇼코는 전투 중인 포켓몬의 전신이 보이는 스프라이트에 주목했는데, 전작까지는 화면상에 포켓몬의 상반신만 나타났기 때문이다.
2010년 5월 9일, 포켓몬 선데이에서는 게임을 시작할 때 선택할 수 있는 세 마리의 스타팅 포켓몬의 실루엣이 공개됐다. 후에 이들이 풀뱀 포켓몬 주리비얀(일본어: ツタージャ 츠타-쟈[*]), 불돼지 포켓몬 뚜꾸리(일본어: ポカブ 포카부[*]), 수달 포켓몬 수댕이(일본어: ミジュマル 미쥬마루[*])임이 밝혀졌다. 또한, 게임의 배경인 하나(일본어: イッシュ 잇슈[*])지방과 그의 중심도시인 구름시티(일본어: ヒウンシティ 히운시티[*])도 공개되었다.
2010년 5월 16일의 포켓몬 선데이는 특정 장면을 강조하기 위한 움직이는 카메라 시점과 애니메이션 스프라이트가 도입된 새로운 전투 화면을 공개하였으며, 조로아크의 특성 일루전(일본어: イリュージョン)에 대한 정보, 예약 구매 포켓몬을 통해 얻을 수 있는 특별한 조로아크에 대한 정보가 공개되었다. 2010년 5월 28일에는 일본어판과 영어판 공식 포켓몬 웹사이트가 개설되었고, 《블랙·화이트》의 마스코트이자 전설의 포켓몬인 백양 포켓몬 레시라무, 흑음 포켓몬 제크로무의 디자인과 이름이 공개되었다.
코로코로코믹 2010년 7월호는 게임 데이터를 인터넷에 업로드할 수 있는 C기어의 기능에 대한 정보를 공개했다. 또한, 새로운 포켓몬들과 기술, 레시라무와 제크로무의 타입, 세레비 / 조로아 이벤트에 대한 상세 정보가 차례로 공개되었다. 포켓몬스터 비디오게임 시리즈 최초의 여성 박사인 주박사(일본어: アララギ博士 아라라기하카세[*])의 모습도 공개되었다. 2010년 6월 27일, 포켓몬 선데이는 일본 내 출시일이 발표되었으며, 이름을 공개하지 않은 채 한 캐릭터를 공개했다. 오하스타의 6월 28일 방영분에서, 새로운 캐릭터와 포켓몬, 게임플레이 스크린샷, 그리고 3대 3 배틀 시스템이 최초로 공개되었다.
코로코로코믹의 2010년 8월호는 전작의 지하통로와 비슷하게 와이파이 통신을 이용하는 하일링크, 포켓몬 드림 월드 시스템, 포켓몬 글로벌 링크 시스템, 3대 3 배틀 시스템과 닌텐도 DSi와 닌텐도 3DS의 내장 카메라를 활용한 라이브캐스터 화상 채팅 기능, 한자 지원 여부를 설명했다. 또, 《블랙》과 《화이트》의 방문 가능 지역의 차이, 새롭게 추가된 캐릭터, 포켓몬, 기술, 특성 등 전작보다 추가된 요소에 대해 자세히 설명했다.
2010년 7월 25일, 포켓몬 선데이는 《극장판 포켓몬스터 DP: 환영의 패왕 조로아크》에 등장했던 환상의 포켓몬인 비크티니에 대한 정보를 공개했다. 비크티니는 하나지방의 도감에 No.000으로 기록되는 포켓몬으로, 발매 후에 한 달 간 DS 스테이션이나 닌텐도 와이파이 커넥션을 통해 비크티니 포획을 위해 요구되는 아이템을 내려받을 수 있었다. 맥도널드 매장 내의 닌텐도 존에서도 이 아이템을 획득할 수 있었다. 게임 발매 이후 배포된 프로모션 포켓몬은 코고미(일본어: クマシュン 쿠마슌[*])였는데, 이 포켓몬은 겨울이 아니면 포획하기 힘들다.
일본 발매일에, 포켓몬 팬 사이트인 PokéBeach와 Serebii가 게임의 콘텐츠에 대한 정보를 담은 스크린샷을 게시하였는데, 닌텐도는 두 사이트에 대해 정지 명령을 담은 경고장을 전송했다. 닌텐도는 해당 문서에 콘텐츠의 게시는 저작권 침해이며, 디지털 밀레니엄 저작권법에 따라 해당 게시물을 삭제하기 전까지 일시적으로 웹사이트를 폐쇄하라고 명시했다.
이후 두 사이트에서 스크린샷이 모두 삭제되었다. 비디오 게임 블로그 코타쿠의 루크 플렁켓은, 닌텐도 아메리카가 문제가 된 스크린샷이 ROM 이미지를 통해 불법적으로 습득되었다고 보고 정지 명령 경고장을 전송했을 것으로 추측했다. 그러나 PokéBeach의 존 사하지안은 문제가 된 이미지들은 일본 웹사이트인 2channel에서 가져온 것이라고 밝혔다. 닌텐도 아메리카의 기업 커뮤니케이션 담당 임원이었던 찰리 시베타는 후에 닌텐도 측이 문제 삼았던 것은 스크린샷의 게시 자체가 아니라, 선택된 이미지의 내용 문제였다고 언급했다. 또한, 시베타는 코타쿠의 게시물에 대해 “닌텐도는 포켓몬스터의 팬들이 팬 사이트를 개설하는 것을 지지하고 감사하게 생각한다. 게시되는 콘텐츠의 대부분은 문제가 없으나, 이번 경우에는 몇 웹사이트들의 게시글에 기밀 이미지들이 포함되어 있어, 이를 삭제해 달라고 요청할 수밖에 없었다.”라고 밝혔다.

### 세계
《블랙·화이트》의 해외 홍보는 북미, 유럽, 오스트레일리아의 공식 웹사이트가 개설된 2010년 11월 22일에 시작되었다. 이때 스타팅 포켓몬의 영어, 네덜란드어, 이탈리어어, 포르투갈어, 스페인어 이름이 공개되었으며, 게임의 배경인 하나지방에 대한 정보도 공개되었다. 3일 후인 2010년 11월 25일, Macy’s Thanksgiving Day Parade에서 피카츄 풍선과 함께 《블랙·화이트》의 마스코트 포켓몬인 제크로무와 레시라무의 풍선이 등장하기도 했다.
2010년 12월 27일에는 공식 웹사이트가 한번 더 업데이트되었다. 일본 내 홍보 과정에서 공개되었던 포켓몬들과 구름시티, 주박사의 영문 명칭도 공개되었다.
미국에서 2011년 1월 3일부터 1월 9일까지, 《다이아몬드·펄》, 《플래티넘》, 《하트골드·소울실버》를 소유하고 있는 플레이어들에게 게임스톱 지점에서 색이 다른 라이코를 배포했다. 같은 방식으로, 1월 17일부터 23일까지는 색이 다른 엔테이를, 1월 31일부터 2월 6일까지는 색이 다른 스이쿤을 배포했다. 이 세 포켓몬은 북미판 《블랙·화이트》에서 조로아크와 관련된 특별한 이벤트를 발생시켰다. 2월에는 와이파이 커넥션 시스템을 통해 유럽, 오스트레일리아, 북미에서 세 포켓몬이 다시 한번 배포되었다.
세레비 또한 2011년 2월 21일부터 3월 6일까지 미국 게임스톱 지점에서 배포되었으며, 2011년 2월 5일부터 있었던 게임 순회 홍보에서도 배포되었다. 프랑스와 스페인에서는, 이 세레비가 2011년 2월 1일부터 3월 3일까지 여러 소매점에서 배포되었다. 이탈리아에서는 2011년 1월 21일부터 3월 3일까지 지정된 비디오게임 소매점에서 세레비를 배포하였다.
대한민국에서는 극장판 《환영의 패왕 조로아크》의 개봉일 이틀 전인 2010년 12월 21일부터 2011년 2월 28일까지, 조로아 이벤트를 발생시키는 세레비를 배포했다. 또한, 2010년 12월 6일부터 2010년 12월 26일까지 전국 CGV 매장에서 색이 다른 라이코, 엔테이, 스이쿤이 담긴 선물 예매권을 판매하였다.
비크티니를 포획하기 위해 필요한 아이템 또한 게임의 출시 이후 전세계적으로 배포되었다. 2011년 3월 6일부터 4월 10일까지, 북미 플레이어들은 닌텐도 와이파이 커넥션을 통해 이 아이템을 다운로드 받을 수 있었다. 유럽과 오스트레일리아에서는 같은 방식으로 각각 2011년 3월 4일부터 4월 22일까지, 2011년 3월 10일부터 4월 28일까지 다운로드 받을 수 있었다.
대한민국 발매일인 2011년 4월 21일부터, 한국닌텐도는 레시라무와 제크로무의 일러스트가 표면에 디자인 된 닌텐도 DSi를 한정 수량으로 판매했다. 블랙과 화이트 총 두 개의 색상을 판매했으며, 블랙 색상인 닌텐도 DSi에는 《포켓몬스터 블랙》이, 화이트 색상인 닌텐도 DSi에는 《포켓몬스터 화이트》가 내장되어 있었다.

## 반응

### 평가
《포켓몬스터 블랙·화이트》는 메타크리틱에서 100점 만점에 87점을 기록하며, 평단으로부터 대체로 긍정적인 평가를 받았다. 일본의 게임 주간지 패미츠 통신은 40점 만점을 부여했는데, 이는 포켓몬스터 비디오 게임 시리즈 중 최고점이었으며, 이로써 《블랙·화이트》는 패미츠 통신으로부터 만점을 부여받은 15번째 게임이 되었다. 게임 인포머의 아네트 곤잘레즈는 “《블랙·화이트》는 (포켓몬스터 시리즈의) 이미 확고한 요소를 기반으로 하면서도 그것을 한 단계 더 높은 수준으로 끌어올렸다는 점에서 훌륭하다.”라고 평가했다. VideoGamer.com의 제이민 스미스는 《블랙·화이트》가 사람들이 만족할 만큼 혁신적이지 않았다는 점을 비판하면서도, “매우 괜찮은(damn fine) 게임이며, 포켓몬스터 시리즈가 제공해야 하는 것을 충분히 보여줬다고 확신한다.”라고 언급했다.
공식 닌텐도 매거진은 본 게임을 ‘멋진 시리즈를 아름답게 다듬어 낸 것’이라고 언급하며, ‘역대 최고의 포켓몬 게임’이라고 평했다. 닌텐도 파워는 “《포켓몬스터》 시리즈의 최근 한 쌍의 모험은 언제나 그렇듯 여전히 중독적이다.”라고 표현했다. Edge는 “《포켓몬스터》 시리즈가 다음에 나아가야 할 곳이 어디인지에 대해 《블랙·화이트》는 어떠한 대답도 제시하지 못하지만, 이 게임은 우리가 그것을 애초에 왜 신경 쓰는지를 상기시켜준다.”라고 평했다.
IGN은 10점 만점에 9점을 부여했다. 이는 IGN이 닌텐도 DS로 출시된 포켓몬 게임에 부여한 점수 중 가장 높은 점수이다. IGN은 포켓몬스터 시리즈에 관한 관심을 다시 불러일으킨 점에 대해서는 높게 평가했으나, 일부 새로운 포켓몬의 디자인에 대해서는 비판했다. “주로 미학적 측면에서 볼 때 취약한 포켓몬의 라인업 외에는, 이 게임은 모든 측면에서 포켓몬스터 게임에 기대되는 최고의 것을 제공해주는 게임이며, 포켓몬 배틀에 대해 시들어가는 사람들의 관심을 되살렸다.”라고 설명했다.
Retronauts의 제레미 페리쉬는, 게임이 포켓몬스터 시리즈의 이전 작품과 과도하게 비슷했다고 느끼고 시작하자마자 싫증이 났다고 평하면서 게임을 비판했다. 더 나아가 개체값과 노력치 시스템 등 게임에서 직접적으로 드러나 있지 않은 ‘숨은 요소’들이 반드시 이로운 것은 아니라고 덧붙였다. 대조적으로, 그는 《포켓몬스터》 시리즈를 처음 접하는 플레이어들에게는 본작이 훌륭한 게임일 것이라고 언급했다. 그는 또한 해당 게임을 《포켓몬 불가사의 던전》 시리즈와 《파이널 판타지 XIII》과 비교하기도 했는데, 게임이 재미있어지는데 시간이 조금 걸린다는 공통점을 지적했다.
Retronauts의 또 다른 비평가 저스틴 헤이월드는 게임을 닌텐도 DS로 발매한 것에 대해서 비판했는데, 이미 두 개의 메인 포켓몬 시리즈가 닌텐도 DS를 통해 발매되었기 때문이다. GamesRadar의 편집자인 캐롤라인 거드먼슨은, “《포켓몬스터》 시리즈가 가지고 있는 기본적인 틀은 부수지 못했을 수는 있지만, 이 게임은 시리즈의 고전적이고 깊은 전투 방식과 함께 충분한 새로운 콘텐츠를 제공함으로써 게임을 끊임없이 즐길 수 있도록 만든다. 당신이 만약 여생 동안 단 하나의 게임을 플레이할 수 있다면, 이 게임을 선택하는 것이 현명한 선택일 것이다.”라고 언급하며 극찬하였다.
일부 평론가들은 《블랙·화이트》에서 새로 등장한 5세대 포켓몬의 디자인을 비판하였다. 그들은 5세대 포켓몬 중 일부는 양호했으나, 많은 수가 독창적이지 못했다고 평가했다.

### 판매
일본에서의 발매 한 달 전인 2010년 8월에, 《블랙·화이트》는 총 108만 장의 예약 구매량을 기록했다. 이로써 "블랙·화이트"는 백만 장을 가장 빠르게 돌파한 닌텐도 DS 게임이라는 기록을 세웠다. 일본에서 발매된 이후 이틀간 206만 장이 팔려나가며, 포켓몬스터 시리즈 중 가장 성공적인 초기 판매량을 기록했다. 11월 3일까지, 일본에서만 403만 장이 팔렸다. 2011년 1월 9일에는 500만 장을 가장 빨리 돌파한 닌텐도 DS 타이틀로 등극하였다.
영국 발매 직후, 판매 차트에서 《화이트》가 1위, 《블랙》이 2위를 차지하였고, 《레이튼 교수와 악마의 상자》에 뒤이어 두 번째로 빠르게 팔린 닌텐도 DS 소프트웨어가 되었다. 《블랙·화이트》는 《Wii Fit》과 《마리오 카트 Wii》에 이어 세 번째로 성공적인 초기 판매량을 기록했으며, 포켓몬스터 시리즈 중에서는 가장 많은 초기 판매량을 기록했다.
미국에서, 《블랙·화이트》는 발매 첫날 108만 장이 판매되었는데, 이는 《다이아몬드·펄》의 78만 장을 능가하는 수치였다. NPD그룹에 따르면, 2011년 3월까지 《화이트》는 130만 장, 《블랙》은 110만 장 판매되며, 각각 3월 미국 게임 판매 순위 1, 2위를 기록했다. 2011년 4월에 공개된 닌텐도의 재무 실적 보고서에서, 《블랙·화이트》는 중합 1,105만 장이 판매되었음이 확인되었다. 이는 2010-11 회계연도 중 닌텐도 DS 게임 중 최고의 판매량이며, Wii 소프트웨어와 합산 시 《Wii 스포츠》와 《Wii 스포츠 리조트》에 이어 세 번째로 높은 판매량이다. 2017년 9월에는 게임의 누적 판매량이 1,564만 장에 도달했다.
대한민국에서는 누적 48만 장이 판매되었다.

## 후속작

### 포켓몬스터 블랙 2 · 화이트 2
《포켓몬스터 블랙 2·화이트 2》는 게임 프리크가 개발하고 닌텐도가 발매한 《포켓몬스터 블랙·화이트》의 후속작으로, 일본에서 2012년 6월 23일, 북미에서 2012년 6월 18일, 오스트레일리아에서 2012년 8월 11일, 유럽에서 2012년 10월 12일, 그리고 대한민국에서는 2012년 11월 8일에 출시되었다.
《블랙 2·화이트 2》는 《블랙·화이트》로부터 2년이 지난 시점의 하나지방을 배경으로 하며, 《블랙·화이트》에서는 접근할 수 없었던 하나지방의 서쪽 지역에서 게임이 시작된다. 이전 지방의 포켓몬 총 300마리가 추가되었고 하나지방의 동부는 모두 얼어버린 상태로 그려진다.
《블랙 2·화이트 2》는 메타크리틱에서 80점을 기록하며, 평단으로부터 대체로 호평을 받았다. 패미츠 통신은 《블랙·화이트》보다 약간 낮은 40점 만점에 36점을 부여했으며, IGN은 전반적인 변화를 긍정적으로 평가하며 이전보다 높은 점수인 10점 만점에 9.6점을 부여했다. 닌텐도 라이프는 '시리즈 역대 최고의 게임'이라고 언급하며 극찬했다. 《블랙 2·화이트 2》는 일본 출시 이틀만에 160만 장이 판매되었고, 2주 후에는 누적 판매량 200만 장을 돌파했다. 《블랙 2·화이트 2》의 전세계 총판매량은 781만 장으로 집계되었다.

## 내용주
1. ↑  일본어: ポケットモンスター ブラック・ホワイト 포켓토몬스타- 부락쿠・호와이토[*] 영어: Pokémon Black and White 포케몬 블랙 앤드 화이트[*]
2. ↑  일본어: ポケモンセンタ
3. ↑  영어: Health Point 헬스 포인트[*]
4. ↑  일본어: ポケモン育て屋
5. ↑  일본어: ポケモンリーグ
6. ↑  일본어: ロイヤルイッシュ号
7. ↑  일본어: ライブキャスター
8. ↑  일본어: フィーリングチェック
9. ↑  일본어: ポケシフター
10. ↑  일본어: てんそうマシン
11. ↑  일본어: 幻影の覇者 ゾロアーク
12. ↑  일본어: レシラム 레시라무[*] 영어: Reshiram 레시람[*]
13. ↑  일본어: ゼクロム 제크로무[*], 영어: Zekrom 제크롬[*]
14. ↑  Castelia City
15. ↑  Professor Jupiter
16. ↑  일본어: ポケットモンスターブラック2·ホワイト2 포켓토몬스타 부락쿠투 호와이토투[*] 영어: Pokémon Black 2 and White 2 포케몬 블랙 투 앤드 화이트 투[*]

## 참고 문헌
- 게임 프리크 (2010). 《포켓몬스터 블랙·화이트》. 닌텐도.
- 〈포켓몬스터 블랙·화이트 소개 책자〉. 닌텐도 (2010).